# Am Abend mancher Tage
Am Abend mancher Tage ist ein Lied des Komponisten Wolfgang Scheffler und des Textdichters Joachim Krause aus dem Jahr 1979. Es wurde von der Gruppe Lift interpretiert und entstand als Reaktion auf den Unfalltod zweier Bandmitglieder im Jahr 1978.

## Geschichte
Am 15. November 1978 verunglückten drei Musiker von Lift bei einer Autofahrt während einer Konzerttournee in Polen. Der Sänger Henry Pacholski und der Bandleader und Bassist Gerhard Zachar starben, Keyboarder Michael Heubach wurde schwer verletzt. In der Folge konnte die Band lange nicht auftreten. Erst 1979, nachdem der Sänger Werther Lohse zur Band zurückgefunden hatte, konnten weitere Stücke produziert werden.
Lohse bat einige Monate nach dem Unfall den Schriftsteller Joachim Krause um einen passenden Text, die Komposition bestand bereits. Krause hatte mit Zacher zusammen in der Band Meridas gespielt. Krause präsentierte drei unterschiedliche Entwürfe. Im Frühjahr 1979 probte die Band erstmals das Stück.
Im Jahr 1980 belegte Am Abend mancher Tage Platz 1 der DDR-Jahreshitparade. 2007 wurde das Lied im ersten Durchgang von Ostrock in Klassik aufgeführt.

## Beschreibung
Die Besetzung war wie folgt: Werther Lohse (Gesang), Wolfgang Scheffler (Keyboard), Michael Schiemann (E-Bass), Frank-Endrik Moll (Schlagzeug) und Till Patzer (Begleitgesang mit weiteren Bandmitgliedern). Produziert wurde das Stück von Volkmar Andrä.
Die Ballade ist in der Version der 1980 erschienenen Single und dem 1981 herausgekommenen Lift-Album Spiegelbild 3:45 Minuten lang. Das Stück, das in einer Durtonart geschrieben ist, hat ein langsames Tempo; jedoch wird die getragene Melodie durch Synkopen akzentuiert. Der Sänger singt von Beginn an expressiv, zunehmend unterstützt durch den Satzgesang der Bandmitglieder. Die Instrumentierung besteht aus einem orgelartigen Keyboard, Schlagzeug und E-Bass, im weiteren Verlauf auch dem Synthesizer.
Das Textschema ist unregelmäßig. Das fünfzeilige Thema wird zweimal gesungen. Es folgt eine Bridge, gefolgt vom Thema, einer Bridge und erneut dem fünfzeiligen Thema sowie der dreizeiligen Reprise des Themas. Der Text handelt laut Krause „von Bruchstellen im Leben, die weh tun, und dem Mut, wieder aufzustehen“. Der Sänger appelliert, auch in scheinbar ausweglosen Situationen nicht aufzugeben – zum Schluss heißt es: „und doch wird man weiter gehn.“

## Ausgaben (ohne Kompilationen)

### Schallplatten
- 1980: Am Abend mancher Tage / Komm heraus (Amiga)
- 1981: Am Abend mancher Tage auf der LP Spiegelbild (Amiga)

## Sonstiges
- Joachim Krause dichtete bis heute nie wieder einen Text zu einem Rocksong.[2]
- 2008 veröffentlichte Krause das Buch Am Abend mancher Tage – Eine Spurensuche in Mitteldeutschland.[2]
- Veronika Fischer sang mit Niemals mehr ebenfalls ein Stück in Erinnerung an den Unfall, das sich inhaltlich näher an dem damaligen Geschehen orientiert.